# Arrows A8
La Arrows A8 fu una vettura di Formula 1 impiegata dalla scuderia inglese nelle stagioni 1985 e 1986. Disegnata da  Dave Wass, in monoscocca di carbonio, era spinta dal potente motore turbo BMW, aveva il cambio Hewland ed era gommata Goodyear.
Ottenne un secondo posto (con Thierry Boutsen nel Gran Premio di San Marino 1985), un quarto (sempre con Boutsen nel Gran Premio di Germania 1985), un quinto (con Gerhard Berger nel Gran Premio del Sudafrica 1985) e quattro sesti posti (due con Boutsen,  uno con Berger e uno con Christian Danner nel 1986).
Ottenne come miglior qualifica il quinto posto con Thierry Boutsen nel GP di Imola del 1985.

## Risultati completi
| Anno | Team   | Motore                  | Gomme | Piloti  |     |     |     |     |    |    |     |     |   |     |     |     |    |    |   |     | Punti | Pos. |
| ---- | ------ | ----------------------- | ----- | ------- | --- | --- | --- | --- | -- | -- | --- | --- | - | --- | --- | --- | -- | -- | - | --- | ----- | ---- |
| 1985 | Arrows | BMW M12/13 1.5 L4 Turbo | G     | Berger  | Rit | Rit | Rit | Rit | 13 | 11 | Rit | 8   | 7 | Rit | 9   | Rit | 7  | 10 | 5 | 6   | 14    | 8º   |
| 1985 | Arrows | BMW M12/13 1.5 L4 Turbo | G     | Boutsen | 11  | Rit | 2   | 9   | 9  | 7  | 9   | Rit | 4 | 8   | Rit | 9   | 10 | 6  | 6 | Rit | 14    | 8º   |

| Anno | Team   | Motore     | Gomme | Piloti  |     |     |     |    |     |     |     |    |     |  |  |  |  |  |  |  | Punti | Pos. |
| ---- | ------ | ---------- | ----- | ------- | --- | --- | --- | -- | --- | --- | --- | -- | --- |  |  |  |  |  |  |  | ----- | ---- |
| 1986 | Arrows | BMW M12/13 | G     | Surer   | Rit | Rit | 9   | 9  | 9   |     |     |    |     |  |  |  |  |  |  |  | 0     | 10º  |
| 1986 | Arrows | BMW M12/13 | G     | Danner  | Rit | Rit | Rit | NQ | Rit | Rit | Rit | 11 | Rit |  |  |  |  |  |  |  | 0     | 10º  |
| 1986 | Arrows | BMW M12/13 | G     | Boutsen | Rit | 7   | 7   | 8  | Rit | Rit | Rit | NC | NC  |  |  |  |  |  |  |  | 0     | 10º  |

| Legenda | 1º posto     | 2º posto | 3º posto    | A punti         | Senza punti/Non class.  | Grassetto – Pole position Corsivo – Giro più veloce |
| Legenda | Squalificato | Ritirato | Non partito | Non qualificato | Solo prove/Terzo pilota | Grassetto – Pole position Corsivo – Giro più veloce |